# ولدیمیر اولانشکی
ولدیمیر اولانشکی (انگلیسی: Volodymyr Olshanskiy؛ زادهٔ ۲۱ فوریهٔ ۱۹۷۶) ورزشکار اسکی صحرانوردی اهل اوکراین است.

## زندگی
اولانشکی در سومی زاده شد. او همچنین از اسکی‌بازان اسکی صحرانوردی در بازی‌های المپیک زمستانی ۲۰۰۶ بوده‌است.